# Kırklar Cemi
Kırklar Cemi (der Cem der 40, die Versammlung der vierzig Heiligen) ist ein gemeinsamer Gottesdienst, der bei Aleviten und Bektaschiten eine große Bedeutung hat. Den Überlieferungen zufolge soll der Prophet Mohammed, als er von seiner Himmelfahrtsreise noch einmal auf die Erde zurückkehrte, die sogenannten „Vierzig Heiligen“ besucht und mit ihnen einen gemeinsamen mystischen Gottesdienst gefeiert haben. Aus dieser Tradition heraus wird heute noch bei den Aleviten und den Bektaschiden ein entsprechender Gottesdienst gefeiert, der an dieses Ereignis erinnern soll.
Zu dieser Kulthandlungen des Cem Kırklar trifft man sich nicht in einer Moschee, sondern in einem Cemevi (alevitische Gebetshaus) um dann in dem dort befindlichen Versammlungsraum zum Gebet und zur Rezitation von Gedichten sowie zum rituellen Tanz (Semah) zusammenzukommen. Der Semah ist ein wichtiger ritueller Tanz und gehört zu den zwölf Pflichten dieser Cem-Veranstaltung. Dieser Tanz wird von Frauen und Männern gleichzeitig und gleichberechtigt ausgeführt und dabei von einem Dede (»Großvater« entspricht etwa einem Imam) geleitet. Für den Fall, dass zur Leitung eines Cem kein geeigneter Dede zur Verfügung steht, darf jeder andere Angehöriger der Gemeinschaft einen solchen Gottesdienst leiten. Dieser soll sich aber genau mit den entsprechenden Ritualen auskennen. In regelmäßigen Abständen, meist wöchentlich, wird der Cem Kirklar abgehalten.
Kırklar ist ein türkisches Wort und bedeutet „die Vierziger“.
Die Kırklar sind die verborgenen Heiligen im Alevitentum. Dem alevitischen Glauben zufolge befand sich Mohammed nach Abstieg von seiner Himmelfahrt (Mirac arab.: معراج Mi'rāj), angeführt vom Erzengel Gabriel, am heiligen Platz der Kırklar, mit denen er nach einer mystischen Konversation Semah Zeuge eines Kongregationsrituals war.

## Entstehung und Legende
Laut der Überlieferungen aus dem Buch Buyruk soll die Versammlung der Vierzig, auf die sich die Tradition und diese Form des Gottesdienstes aufbaut, folgendermaßen stattgefunden haben:
Als Mohammed sich mit seinem Pferd Buraq bei seiner Himmelfahrt auf die Suche zum Paradies aufmachte, suchte er das Gespräch Kalām mit Allah 90.000-mal. 60.000 dieser Zwiegespräche mit dem Herrn sollen bei Ali, dem Vetter und Schwiegersohn des Propheten Mohammed, als faktisches Geheimnis geblieben sein. Des Weiteren soll Mohammed im Himmel von Allah, Honig, Äpfel und Milch erhalten haben. Der Honig soll dabei die Liebe symbolisieren, der Apfel die Freundschaft und die Milch die Fruchtbarkeit. Im Anschluss unterzog Allah Mohammed einer Prüfung, indem er ihm einen Löwen erscheinen ließ. Als dann Mohamed schutzlos vor dem Löwen stand, sprach zu ihm eine Stimme, die ihm sagte: Er solle jetzt seinen Ring von seinem Finger ziehen und diesen dem Löwen in den Mund werfen. So entkam Mohammed dem Löwen und er redete anschließend wieder mit Allah.
Anschließend machte sich Mohammed wieder auf den Rückweg zur Erde, wo in der Nähe einer Stadt zu einem geschützten Aufenthalt eines sogenannten Dergah kam. Dort wollte er dann einen Besuch zu der Versammlung der Vierzig (Heiligen) abstatten. Die Vierzig hatten sich dort in einer Schlucht, die mit einer Tür geschützt war, versammelt. Als er dann dort an die Tür klopfte, wurde er gefragt, wer er denn sei. Mohammed erwiderte: „Ich bin der letzte Heilige Prophet und möchte hier herein.“ Von drinnen ertönte es aber: „Gehe und sei der Prophet Deiner Gemeinde. Hier haben wir keinen Platz für Propheten.“ Der Prophet versuchte es noch einmal und man öffnete ihm wieder nicht.
Als Mohammed gerade wieder gehen wollte, da sprach der Erzengel Gabriel mit einer Stimme zu ihm und sagte, er solle noch einmal an die Tür anzuklopfen und sich diesmal anders vorzustellen.
Darauf klopfte Mohammed ein erneutes Mal an und sagte diesmal:
„Ich bin einer von euch. Ich bin nur ein Mensch und möchte euch nur sehen.“ Dieses Mal öffneten sie ihm die Tür und Mohammed wurde „Herzlichst Willkommen“ geheißen.
Im Dergah waren insgesamt 39 Personen versammelt, davon waren 17 Frauen und 22 Männer. Mohammed wurde anschließend sein Platz gezeigt, wo er in der Runde der Kırklar sitzen sollte. Neben ihm saß auch zufällig Ali, aber er erkannte ihn nicht. Mohammed fragte die versammelten Leute:
„Wer seid ihr?“
„Uns nennt man die Kırklar (die Vierzig) “
„Aber ich habe hier nur 39 Personen gezählt“. Man antwortete ihn: „Unser vierzigstes Mitglied Selman-ı Farısi ist noch in Persien“.
„Und wo ist nun euer Volk, eure Älteren Und Jüngeren“ fragte Mohammed. Die Antwort war folgendermaßen: „Wir haben keine Jüngeren und Älteren. Unsere Jungen sind unser Volk, unsere Älteren sind unser Volk. Einer von uns ist, wie wir Alle. Wir sind alle, sind wie einer von uns.“ Daraufhin bat Mohammed, dass man ihm einen Beweis dafür erbringt.
Ali streckte daraufhin seinen Arm aus und krempelte dabei seinen Ärmel hoch. Ein anderer rief „Destur“ (der oberste Priester) und ritzte Ali mit einem Messer einen kleinen Schnitt in den Arm. Sofort trat ein Tropfen Blut aus der Schnittverletzung heraus. Anschließend trat nun bei der jeder der versammelten Personen ein Tropfen Blut aus dem Arm. Der bisher noch fehlende und der „Vierzigste der Versammlung“, der gewisse Salman der Perser, kam jetzt noch in dem Versammlungsraum herein und blutete ebenfalls. Als dann Ali Selmans Wunde an seinem Arm verband, hörten auf einmal alle auf zu bluten.
Das vierzigste Mitglied, Selman der Perser, hatte auch eine Weintraube aus Persien mitgebracht. Diese gab er nun Mohammed und bat ihn, dass dieser jetzt die Traube verteilen soll. Mohammed zerdrückte darauf die Traube und verteilte, den Saft in Wasser gelöst, an all die versammelten Frauen und Männer. Nachdem alle diesen Traubensaft getrunken hatten, waren auch sie alle davon etwas angeheitert. Sie riefen: „Allah“ und tanzten Semah. Während des lebhaften, tranceähnlichen Tanzes fiel Mohammeds Turban herunter und zerfiel in viele Teile. Die Kırklar zerschnitten sich darauf die Bänder des Turbans in „vierzig Teile“ und jeder band sich ein Stück als Gürtel um seine Taille und so wurden sie nun zu seinen Befehligten. Mohammed fragte die Kırklar, wer denn Pir ist. „Ali ist unser Pir“ (Ali ist unser Schutzheiliger) antworten sie.
Mohammed erfuhr nun so, dass auch Ali in der Runde der Versammlung ist. Nachdem sie sich erkannt hatten, ging Ali auf Mohammed zu. Mohammed sah nun seinen Ring, den er auf dem Weg vom Himmel (Mirac) dem „Löwen“ gegeben hatte. Er umarmte Ali und sagte: „Ali, wenn ich deine Geburt nicht mit meinen eigenen Augen gesehen hätte und wenn ich dich nicht mit meinen eigenen Händen gewickelt hätte, würde ich glauben, dass du Allah bist.“